# Sverrir Garðarsson
Sverrir Garðarsson (ur. 15 września 1984 w Reykjavíku) – islandzki piłkarz, grający na pozycji obrońcy.
Wychowanek Hafnarfjarðar, do którego powrócił w trakcie sezonu 2009. Od początku sezonu 2013 piłkarz klubu Fylkir. W reprezentacji Islandii zadebiutował w 2007 roku.